# Thornhill (Dumfries and Galloway)
Thornhill  (em gaélico escocês:  Bàrr na Driseig) é uma cidade na área de Dumfries and Galloway, Escócia, à Sul de Sanquhar e Norte de Dumfries na Estrada A76 principal. Thornhill está no vale Nithsdale, com as colinas Carsphairn and Scaur à Oeste e as colinas Lowther à Leste. A cidade foi fundada em 1664 como um burgo, mas já havia pessoas morando na localidade. O Castelo de Drumlanrig foi construído entre 1684 e 1691 e é agora propriedade do Duque de Buccleuch. Era inicialmente uma pequena vila, planejada e construída em 1717 em Queensberry, na estrada ligando Dumfries à Glasgow. Inicialmente, o Marquês de Queensberry nomeou o vilarejo 'New Dalgarnock' mas o nome não encontrou muita popularidade.
A cidade é basicamente composta da rua principal, Drumlanrig Street, ruas East Morton e West Morton, New Street, Townhead Street e Gill Road. A cidade é próxima ao Castelo de Drumlanrig, um castelo do século XVII. O censo mais recente, de 2011, indica uma população de 1,674 habitantes.
Ela está situado 17m acima do mar, Está a 236 km de Aberdeen, a 75 km de Glasgow, a 22 km de Dumfries e a 87 km de Edimburgo, a capital do país. A economia da cidade é voltada para a agricultura, turismo e silvicultura.

## Transporte Publico
O serviço de ônibus da cidade é operado pela South West of Scotland Transport Partnership (SWESTRANS)
A estação de trem de Thornhill fechou em 1965. As estações mais próximas estão localizada em Dumfries e Sanquhar. Em 2016 o conselho comunitário fez uma pesquisa e os residentes da cidade mostraram estar majoritariamente em favor da reabertura da estação. Um plano comunitário foi colocado em ação, com o objetivo final de restabelecer a estação.

## Educação
A recém reconstruída escola, Wallace Hall Academy, ganhou seu nome em homenagem à John Wallace, um mercador de Closeburn que fundou uma escola na cidade em 1723. A escola primária e a creche foram movidas para um novo edifício em Janeiro de 2010.

## Residentes Célebres
- Iain MacLachlainn (1843-1893): Arquiteto[10]
- Somhairle Uallas (1892-1968): Um soldado que venceu a Victoria Cross na Primeira Guerra Mundial.[11]
- Bobby Black (1927-2008): Jogador de Futebol.[12]
- Reverendo Seumas Harkness (1935): O primeiro ministro de alto vigor do Exército da Grã-Bretanha, que já que pertencia a Igreja Episcopal em 1995[13]

## Ligações Externas
- Vídeo da área do feudo, Colina Gallows (Em inglês)
- Vídeo do local da antiga igreja e local de sepultamento. Datados do século XXI (Em Inglês)]